# The Punisher (sèrie de 1986)
The Punisher és una sèrie limitada de còmics de cinc números publicada per Marvel Comics el 1986, protagonitzada pel justicier fictici Punisher . Va ser escrita per Steven Grant i il·lustrada per Mike Zeck i Mike Vosburg.

## Antecedents
A principis dels anys vuitanta, Grant i Zeck van proposar crear una minisèrie de Punisher. Inicialment, l'empresa es va sentir incòmoda amb la idea d'un protagonista que matés a sang freda. Tanmateix, a mesura que la delinqüència va augmentar a nivell nacional durant la dècada, Marvel va respondre provant el mercat per a un personatge d'aquest tipus i després publicant, tot i que inicialment no promocionant, una minisèrie que va debutar el gener de 1986. El número inicial tenia una pancarta que indicava que la sèrie tindria quatre números de llarg; tanmateix, la sèrie sempre havia estat pensada per tenir cinc números, i la pancarta va ser un error que es va repetir durant tota la tirada excepte al número 2, que diu "2 de 5".
Fidel a la seva premissa crua, The Punisher va presentar diversos esdeveniments poc comuns als còmics de Marvel durant mitjans dels anys vuitanta, com ara un suïcidi, la tràgica mort d'un nen innocent i escenes explícites del personatge principal mantenint relacions sexuals. Al número 4, el director de la presó de Rykers (que va ajudar a Punisher a fugir) es va suïcidar quan es va trobar amb les opcions de lluitar contra Punisher o anar a la presó ell mateix. Al número 3, Marcus Coriander, un agent de números de poca monta utilitzat com a cap del crim per Kingpin, mata accidentalment una noia innocent mentre intercanvia trets amb Punisher. Al número 2, Punisher és cuidat fins que es recupera per Angela, una planta dels enemics de Punisher, "The Trust". En una vinyeta, Angela afirma que "tot el que tinc és teu". A la vinyeta següent, es mostra Punisher allunyant-se d'un llit que conté una Angela nua, cosa que indica que van tenir relacions sexuals.

## Historial de publicacions
A causa d'un error de producció, els números 1, 3 i 4 tenen cartells que promocionen una sèrie limitada de quatre números tal com s'havia previst originalment; els números 2 i 5 promocionen una sèrie de cinc números (el primer i l'últim número havien de ser de mida doble, però l'últim es va dividir). Mike Zeck va ser l'artista dels primers quatre números i Mike Vosburg va ser el dibuixant del número 5. La pàgina de presentació del número 5 té un peu de foto que diu: "Agraïments especials als veritables professionals Mike Vosburg (llapis), Jo Duffy (guió) i Big John Beatty (tintes)". Les portades eren pintures de Mike Zeck i Phil Zimelman.

## Trama

### "Circle of Blood"
A "Circle of Blood" (Cercle de Sang) Recentment empresonat a Rykers després dels esdeveniments de The Spectacular Spider-Man, núm 78-83, Punisher és alliberat de la presó pel Trust, una organització ciutadana que té com a objectiu combatre el crim utilitzant l'exemple de Punisher rentant el cervell als criminals i fent-los part del seu "Esquadró de Càstig". Un home anomenat Alaric lidera un grup que porta uniformes que recorden la vestimenta del Punisher i és responsable d'eliminar els criminals.

### "Back to the War"
A "Back to the War" (Tornant a la guerra) després de ser rescatat per Angela, una agent del Trust, el Punisher li diu falsament a Ben Urich que ha matat el Kingpin, que en realitat va escenificar la seva pròpia mort. L'objectiu d'això és iniciar una guerra de bandes on els criminals es suïcidaran. Això passa, però Punisher es preocupa pel gran nombre de persones innocents atrapades en el foc creuat.

### "Slaughterday"
A "Slaughterday" (Dia de la matança) Punisher obliga els líders de la màfia (a punta de pistola) a reunir-se per aturar la guerra de bandes. La força és necessària, perquè el Trust havia utilitzat anteriorment una suposada reunió de bandes per matar diversos criminals.

### "Final Solution"
A "Final Solution" (Solució Final) Traït per The Trust, Punisher ataca la casa d'Alaric només per descobrir que a Jigsaw li han rentat el cervell i s'ha fet membre de l'Esquadró de Càstig. Punisher derrota Jigsaw, però és capturat per Alaric i tancat a la sala de condicionament.

### "Final Solution, Part 2"
A "Final Solution, Part 2" (Solució final, part 2) Punisher escapa de la sala de rentat de cervell perquè no li van treure les armes ni la roba quan el van posar allà. El Castigador obliga llavors Alaric a implicar el Trust en la seva fuga de presó i els assassinats de l'Esquadró de Càstig. Mentre surt de la mansió, el Castigador és vist per Angela, que seu en un jeep al pont de la mansió esperant Alaric. Arribant a la conclusió que Frank va matar el seu amant, dispara el jeep cap a ell. Frank dispara a la graella del jeep, obligant Angela a sortir de la carretera, situada precàriament a la barana del pont. Frank s'allunya mentre el jeep comença a derrapar.

## Impressions
1. Cercle de Sang (gener de 1986)
2. Tornada a la guerra (febrer de 1986)
3. Dia de la Matança (març de 1986)
4. Solució Final (abril de 1986)
5. Solució final, part 2 (abril de 1986)

### Edicions recollides
La sèrie es va reimprimir als números 1-3 de The Punisher Magazine (1989) en format gran. S'ha recopilat en un sol títol de volum Circle of Blood com a tapa tova (1989,  ISBN 0-87135-394-6) i una tapa dura (2007,  ISBN 0-7851-2331-8). La sèrie completa també s'inclou a Essential Punisher en blanc i negre, vol. 1 (2004, ISBN 0-7851-2375-X).1 (2004) en blanc i negre  ).